# Ladislav Heller
Ladislav Heller (15. října 1938 v Nových Kopistech – 6. února 1970 okres Litoměřice) byl československý silniční cyklista. Mezi jeho největší úspěchy patřila tři etapová vítězství na Závodu míru. Zejména vítězství v etapě do Karlových Varů při jeho první účasti se stalo legendárním. Etapu vyhrál po samostatném úniku. V následující etapě měl těžký pád a se zlomeným krčkem stehenní kosti musel ze závodu odstoupit.
Ladislav Heller zemřel v únoru 1970, když ho na železniční trati Praha – Děčín srazil v úseku mezi Hrobci a Bohušovicemi nad Ohří vlak poté, co omdlel.
Jeho mateřský oddíl Slavoj Terezín pořádal až do roku 2013 Memoriál Jaroslava Menharta a Ladislava Hellera. (Jaroslav Menhart byl Hellerův trenér a pozdější trenér československého národního družstva.) V roce 2017 byla tradice obnovena.
Ota Pavel o něm do knihy Plná bedna šampaňského a Výstup na Eiger napsal povídku Pár kilometrů od Terezína.